# Іван Пулюй (срібна монета)
«Іва́н Пулю́й» — пам'ятна монета зі срібла номіналом 5 гривень, випущена Національним банком України. Присвячена Івану Павловичу Пулюю — винахідникові та фізику, який раніше за Вільгельма-Конрада Рентгена відкрив особливості катодових променів, що згодом отримали назву рентгенівських. Іван Пулюй — автор близько 50 наукових і науково-популярних праць із фізики та електротехніки українською, німецькою та англійською мовами. Крім того, він був знавцем стародавніх мов і залишив після себе великий творчий доробок, брав участь у перекладі Біблії на українську мову разом з П. Кулішем та І.Нечуєм-Левицьким.
Монету введено в обіг 25 січня 2010 року. Вона належить до серії «Видатні особистості України».

## Опис та характеристики монети
| Номінал грн. | Метал            | Маса, грам    | Діаметр, мм. | Якість виготовлення | Гурт                           | Тираж, штук |
| ------------ | ---------------- | ------------- | ------------ | ------------------- | ------------------------------ | ----------- |
| 5            | срібло 925 проби | 15,55 / 16,81 | 33,0         | пруф                | гладкий із заглибленим написом | 5 000       |

### Аверс
На аверсі монети вгорі розміщено малий Державний Герб України, напис півколом «НАЦІОНАЛЬНИЙ БАНК УКРАЇНИ», в основу композиції покладено один із перших пулюєвих (рентгенівських) знімків якоїсь коштовної оздоби, який І.Пулюй зробив до 1895 р.; унизу півколом — номінал та рік карбування — «5 ГРИВЕНЬ/ 2010».

### Реверс

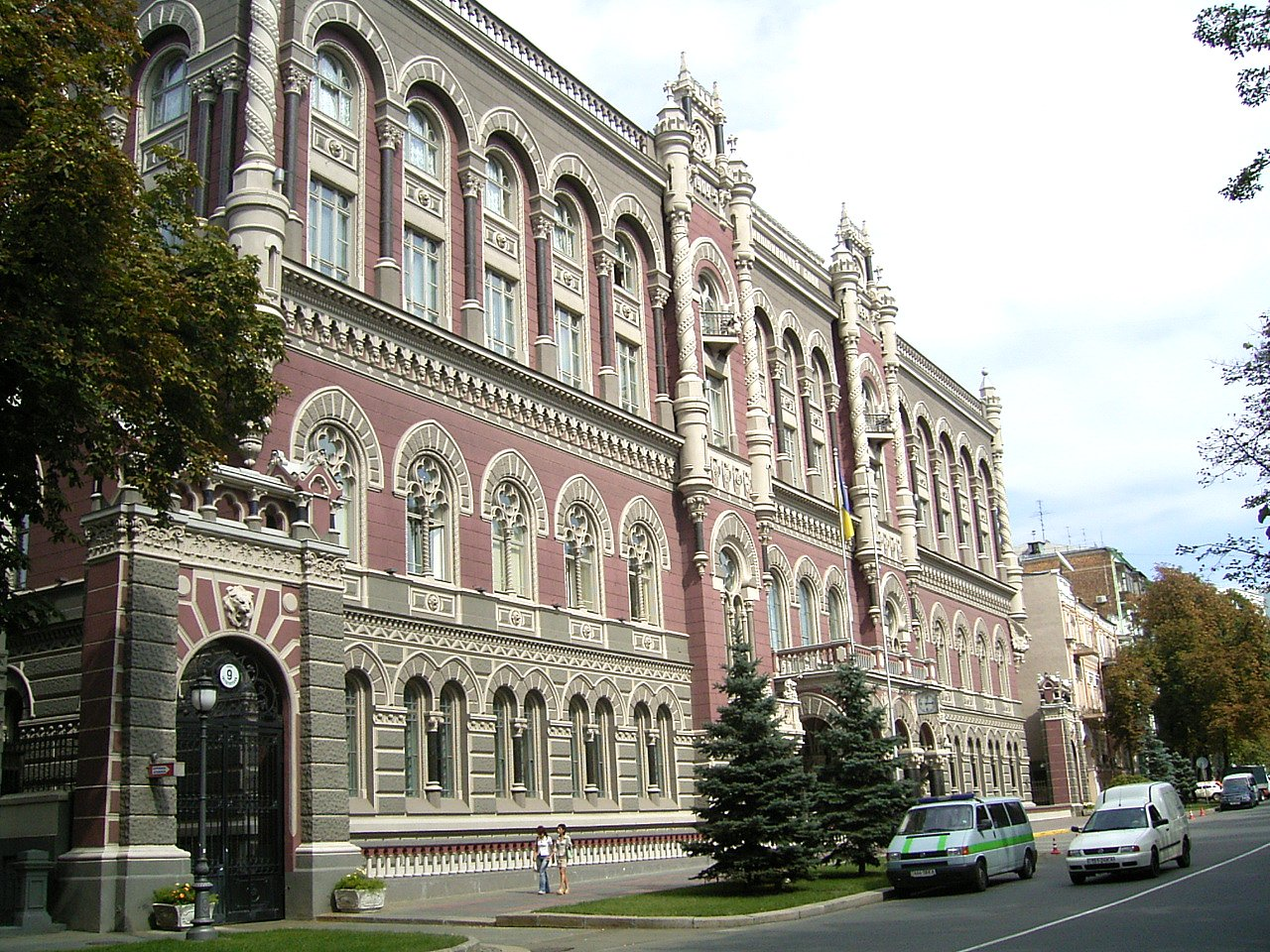
Будівля Національного банку України

На реверсі монети зображено портрет Івана Пулюя, праворуч від якого розміщено написи: «ІВАН/ПУЛЮЙ/ 1845 — 1918» (угорі) та його вислів: «… НЕМА/ БІЛЬШОГО ГОНОРУ/ ДЛЯ ІНТЕЛІГЕНТНОГО ЧОЛОВІКА,/ ЯК БЕРЕГТИ СВОЮ І/ НАЦІОНАЛЬНУ ЧЕСТЬ/ ТА БЕЗ НАГОРОДИ/ ВІРНО ПРАЦЮВАТИ/ ДЛЯ ДОБРА СВОГО/ НАРОДУ, ЩОБ/ ЗАБЕЗПЕЧИТИ/ ЙОМУ КРАЩУ/ ДОЛЮ».

## Автори
- Художники: Таран Володимир, Харук Олександр, Харук Сергій.
- Скульптор — Дем'яненко Володимир.

## Вартість монети
Ціна монети — 531 гривня, була зазначена на сайт Національного банку України 2018 року.
Фактична приблизна вартість монети, з роками змінювалася так:
| Рік        | 2010 | 2011 | 2012 | 2013 | 2014 | 2015 | 2016 | 2017 | 2018 | 2019 | 2020 | 2021 | 2022 | 2023 | 2024  | 2025  |
| ---------- | ---- | ---- | ---- | ---- | ---- | ---- | ---- | ---- | ---- | ---- | ---- | ---- | ---- | ---- | ----- | ----- |
| Ціна, грн. | 270  | 330  | 350  | 320  | 300  | 350  | 450  | 590  | 500  | 450  | 420  | 550  | 730  | 980  | 1 400 | 1 750 |